# 間見谷喜昭
間見谷 喜昭（まみや よしあき、1930年 - 2008年10月26日）は、北海道の先住民族アイヌの文化継承に尽力した人物。1990年代から21世紀初頭にかけて旭川アイヌ協議会の会長を務めた。江戸時代後期の探検家間宮林蔵とアイヌ人女性との間に生まれた女子ニヌシマツの子孫
。

## 人物・略歴
北海道旭川市出身。間見谷キケトクノ（1887-1951）の次男。間宮林蔵（1780-1844）には子がなく直系の子孫はないとされていたが、2002年（平成14年）、北海道の郷土史家秋葉實が、松浦武四郎の記録や聞き取り調査によって林蔵とアイヌ女性アシメノコ（1796-1845頃）との間に娘ニヌシマツ（1814-1852）が生まれ、北海道内にその子孫がいることを突き止めた。林蔵は「間宮」姓の使用を許可していたが、明治に入ってニヌシマツの息子ヌサチウ（1843-1912）が役所に「マミヤ」と届ける際に「間見谷」表記になったという。
間見谷喜昭は間宮林蔵の5代目の子孫にあたり、バスの運転手を20年務めたこともある。1990年から2003年まで旭川アイヌ協議会の会長を務めた。2003年（平成15年）10月25日に間宮林蔵の生誕地茨城県筑波郡伊奈町（現、つくばみらい市）で開かれた「林蔵祭」には子息とともに参加し、「カムイノミ」の儀式を披露した。
2008年（平成20年）10月26日午後11時50分、急性肺炎のため死去。